# Броньова палуба

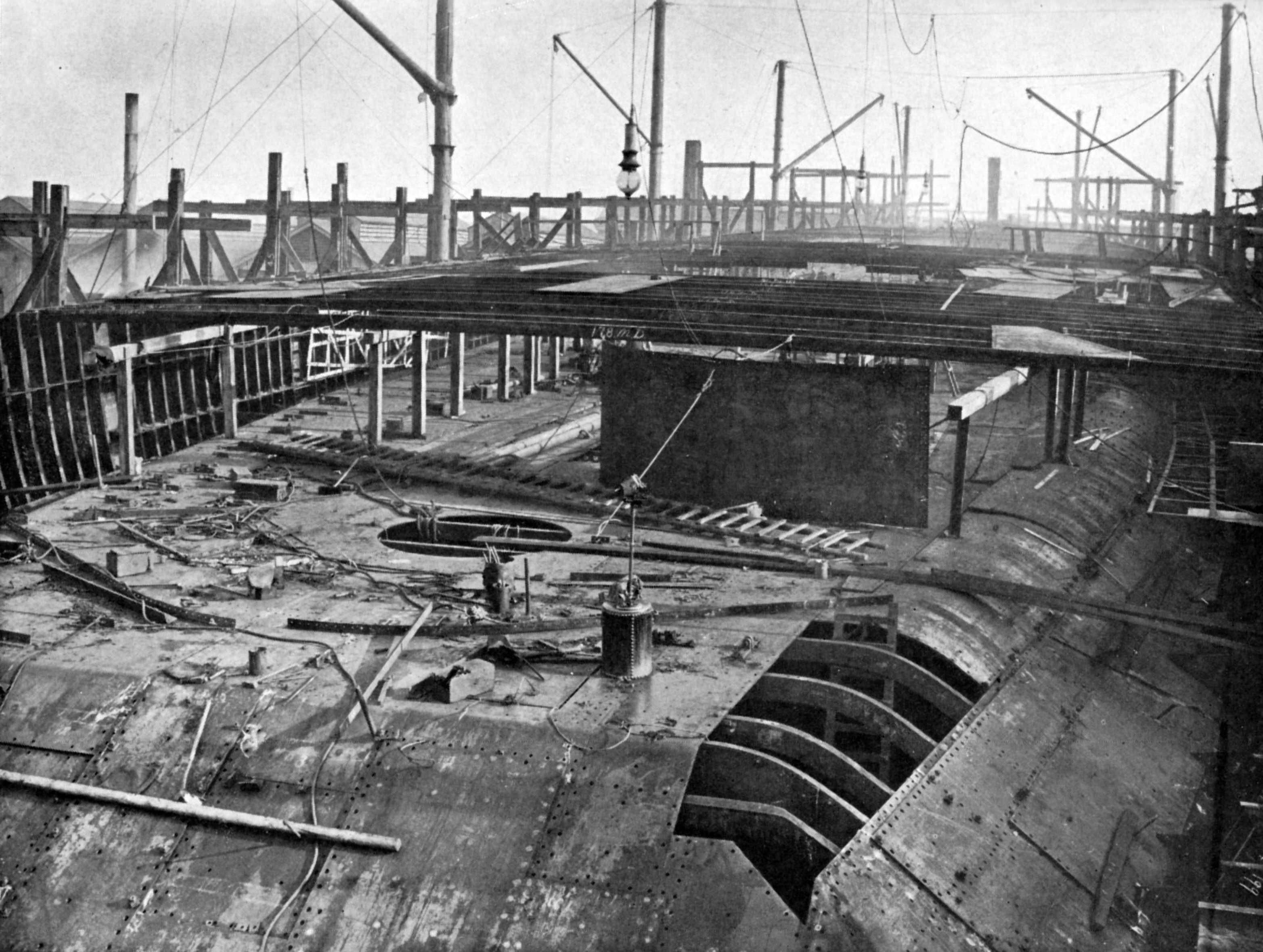
Внутрішня броньова палуба зі скосами лінкора HMS Dreadnought на стадії будівництва.

Схема бронювання броненосного крейсера

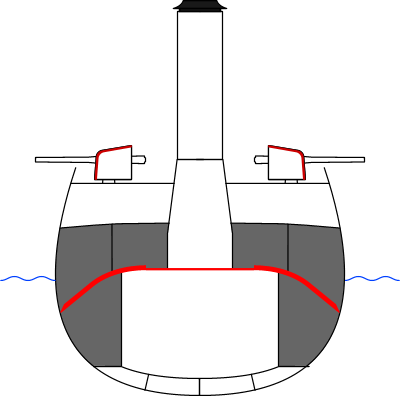
Схема бронювання бронепалубного крейсера

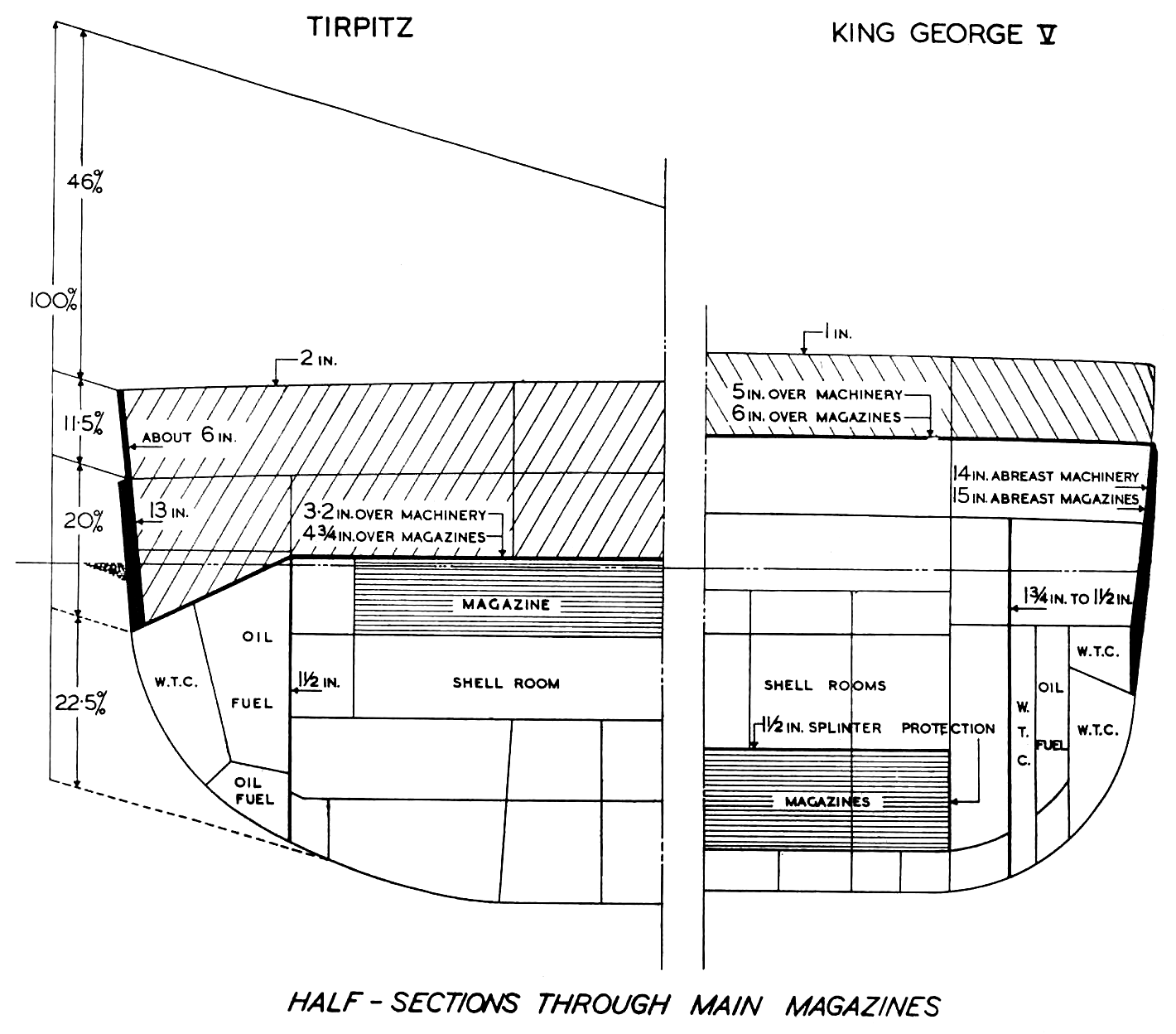
Поперечні розрізи з пороховим погребами дредноутів «Кінг Джордж V» і «Тірпіц» із зазначенням палубного і бортового бронювання.

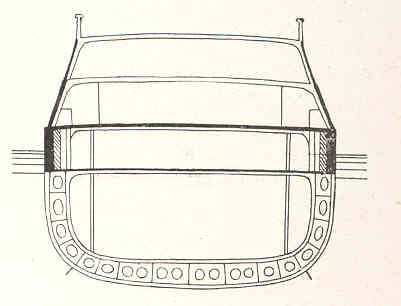
Розташування броньових палуб і броньового пояса, 1913 р.

Броньова палуба — елемент конструкції броньованих бойових кораблів. Являє собою горизонтальне перекриття корпусу корабля настилом з броньових плит, часто опуклим або зі спрямованими вниз скосами, призначене для захисту від влучання зверху снарядів, бомб, осколків та уламків. У важких кораблів зазвичай з'єднує між собою верхні або нижні кромки бортових поясів, але може використовуватися і в якості самостійного елементу бронювання.
Броньова палуба вперше була застосована на кораблі «Монітор», побудованому в 1862 році в США, як захист від снарядів, що летять косо. Потім з'явилася в 1870-х роках на бронепалубних крейсерах, як помірне по масі рішення проблеми захисту механізмів і артилерійських погребів. Надалі броньова палуба отримує скоси до бортів, а також на носі і кормі корабля і отримує назву карапасна, за аналогією з панциром черепахи (карапаксом). Подальша еволюція броньової палуби була пов'язана зі збільшенням дистанцій бою, що збільшувало ймовірність навісного попадання снаряда, а потім і з розвитком авіації. На лінкорах XX століття, як правило. було дві або три броньові палуби, кожна з яких грала певну роль у захисті корабля. У сучасному військовому кораблебудуванні практично не застосовується.

## Еволюція броньової палуби
Перші броненосці не мали броньової палуби, так як дистанції бою були невеликі і ймовірність влучення снаряда по похилій траєкторії вище броньового пояса вважалася вкрай незначною. Вперше броньова палуба була встановлена на кораблі ВМС США «Монітор», який було спроектовано Д. Еріксоном у 1861 році. Надводний борт «Монітора» був настільки низький, що влучання снарядів зверху вниз вважалися досить імовірними. Тому корабель оснастили, крім броньового пояса, ще й броньованою палубою товщиною в 1 дюйм (25,4 мм).
Насправді ще плавучі батареї часів Кримської війни несли верхню броньову палубу в 1 дюйм товщиною, плюс товстий дерев'яний настил, які, як показав бойовий досвід, разом були невразливі для снарядів тогочасної артилерії, що падали під досить гострими кутами. Внутрішня броньова палуба, розташована всередині корпусу, вперше з'явилася на британських крейсерах типу «Шеннон», у яких на ній припадав весь броньовий захист носової частини. Обов'язковим же елементом бронювання бойового корабля броньова палуба стала після появи гармат з поліпшеною балістикою і високою траєкторією снаряда, які забезпечували ураження не тільки борту, але і палуби противника в бою на дальній дистанції.
На бронепалубних (легких) крейсерах броньова палуба була одна, але розташовувалася вона низько всередині корпусу, приблизно на рівні ватерлінії, і мала розвинені скоси, що йдуть нижче ватерлінії для запобігання затоплення розташованої під нею частини корпусу при влучанні снарядів — так звана карапасна, тобто опукла броньова палуба, була єдиним захистом такого корабля. Приміщення над нею нічим не були захищені і легко руйнувалися навіть дрібнокаліберними набоями, в той час як розташована під броньовою палубою частина була досить надійно захищена, що дозволяло зберегти плавучість, хід і маневреність навіть при важких ушкодженнях борту. Між тим озброєння такого корабля ніяк не було захищено, що істотно знижувало його бойову стійкість.
На більш важких кораблях також стали робити карапасну палубу всередині корпусу, скоси якої з'єднувалися з нижніми краями бортового пояса. Якщо пояс був пробитий, то осколки снаряда і пояса не проникали нижче цієї палуби.
Основна вимога до палубної броні — відповідати по стійкості бортовому бронювання корабля по захисту від тих засобів ураження, застосування яких проти цього корабля найбільш ймовірно. На кораблі з високим бортом ця вимога не може бути виконане за рахунок одного лише бронювання верхньої палуби, бо розміщення такої кількості броні на такій висоті створює загрозу остійності. Тому в більшості випадків на важких кораблях (броненосці, лінкори, броненосні, важкі і лінійні крейсери) застосовували не одну броньовану палубу, а дві-три, максимально рознесені між собою, з яких найнижча прикривала котли і механізми, а найвища конструктивно об'єднувалася з верхньою палубою корабля або з палубою півбака (в носі) або спардека (в середній частині корпусу). Верхня броньова палуба зазвичай була здатна зупинити фугасний снаряд, змусивши його вибухнути зовні корабля — хоча при цьому її осколки разом з осколками самого снаряда сильно пошкоджували приміщення, які знаходяться над нижчою палубою — а при попаданні бронебійного снаряда палуби послідовно пробивалися, знижуючи його кінетичну енергію і цим не допускаючи досягнення найнижчої з них, яка закриває життєво важливі частини корабля. З ураженням приміщень, розташованих між броньовими палубами, доводилося миритися. Іноді відразу під основною броньовою палубою ставили другу, протиосколкову, але вона часто сильно ушкоджувалася при ураженні основної палуби.
При порівнянній стійкості товщина палубної броні може бути набагато менше, ніж бортової, так як в більшості випадків снаряди влучають в неї під порівняно гострим (до 50-60°) кутом, і при тій же товщині самої броньової плити снаряду протистоїть відчутно більше металу, ніж при попаданні по нормалі (той же принцип реалізований у танковому бронюванні з похилими листами броні). Однак така порівняно тонка палуба, розрахована на відбиття випадкових снарядів на граничній дистанції бою, виявиться також вкрай вразлива до навісного вогню, наприклад, облогової артилерії — в Порт-Артурі важкі облогові мортири японців, били перекидним вогнем при кутах падіння, близьких до нормалі, пробивали російські кораблі бронебійними снарядами від палуби спардека до днища — а також авіабомбам. У побудованих на початку XIX століття британських броненосців на горизонтальне бронювання доводилося до чверті від загальної маси броні, а по площі бічної проєкції вона, з урахуванням скосів, була порівнянна з бортовим бронюванням.
Тим не менше, і набагато пізніше конструктори нерідко навдивовижу мало уваги приділяли захисту корабля від снарядів, що летять по високій траєкторії. Наприклад, в Ютландському бою британський лінійний крейсер HMS Queen Mary був знищений вогнем німецьких «Зейдліца» і «Дерфлінгера», один зі снарядів яких пробив тонкі броньові палуби в районі носових снарядних погребів і викликав у них вибух. Точно так само майже три десятиліття потому загинув лінійний крейсер «Худ» у бою з «Бісмарком», який на дистанції в 20 000 м, що приблизно відповідає куту падіння снарядів в 60°, другим залпом 15-дм головного калібру накрив британський крейсер і, пробивши чотири броньові палуби над льохами (товщиною 1/2, 2, 1/2 та 1 1/2 дюйма), в одну мить відправив його на дно з усім екіпажем. Таким чином, за своєю стійкістю палубне бронювання англійських лінійних крейсерів абсолютно не відповідало їх 12-дм бортовій броні.
Повною мірою розвиток артилерії і поява нової зброї — протикорабельних авіабомб — було враховано лише в кораблях міжвоєнного періоду, таких, як «Ямато» або «Рішельє». У них сумарна товщина броньових палуб перевищувала 200 мм і була цілком порівнянна з бортовою бронею. Варто відзначити, що саме така система бронювання стала однією з причин величезного водотоннажності цих кораблів.